# Jordan Kerr
Jordan Kerr (Adelaide, 26 ottobre 1979) è un ex tennista australiano.
Specialista nel doppio, divenne il 18 agosto 2008 il 23º del ranking ATP.
Nella sua carriera ha conquistato nove titoli ATP tra cui il Japan Open Tennis Championships 2007 di Tokyo in coppia con lo svedese Robert Lindstedt; in quell'occasione superarono in due set 6-4, 6-4 la coppia formata dal canadese Frank Dancevic e dall'australiano Stephen Huss. Ha conquistato, inoltre, la vittoria finale per ben cinque volte, di cui tre consecutive, nella Hall of Fame Tennis Championships di Newport negli Stati Uniti. In coppia con il connazionale Paul Hanley ha rappresentato l'Australia nelle Olimpiadi di Pechino 2008, venendo però subito sconfitto al primo turno dagli svedesi Simon Aspelin e Thomas Johansson.

## Statistiche

### Doppio

#### Vittorie (9)
| Legenda doppio            |
| Grande Slam (0)           |
| ATP World Tour Finals (0) |
| ATP Masters 1000 (0)      |
| ATP World Tour 500 (1)    |
| ATP World Tour 250 (8)    |
| Challengers (20)          |
| Futures (12)              |

| N.  | Data              | Torneo                                           | Superficie    | Compagno         | Avversari in finale                          | Punteggio              |
| 1.  | 25 novembre 1998  | Australia F4, Barmera                            | Erba          | Michael Logarzo  | Alistair Hunt Toby Mitchell                  | 6-1, 3-6, 7-5          |
| 2.  | 5 luglio 1999     | Turkey F1, Istanbul                              | Cemento       | Toby Mitchell    | Eyal Erlich Kobi Ziv                         | 6-3, 6-2               |
| 3.  | 9 agosto 1999     | Latvia F1, Jūrmala                               | Terra rossa   | Michael Logarzo  | Lassi Ketola Tero Vilen                      | 6-1, 1-6, 6-0          |
| 4.  | 16 agosto 1999    | Lituania F1, Vilnius                             | Terra rossa   | Michael Logarzo  | Wim Fissette Erik Truempler                  | 6-3, 6-2               |
| 5.  | 15 maggio 2000    | Morocco F2, Casablanca                           | Terra rossa   | Ashley Ford      | Jean-Michel Péquery Nicolas Thomann          | 6-3, 6-2               |
| 6.  | 22 maggio 2000    | Morocco F3, Agadir                               | Terra rossa   | Ashley Ford      | Iván Navarro Rubén Ramírez Hidalgo           | 7–6(3), 6-1            |
| 7.  | 5 giugno 2000     | Ireland F2, Dublino                              | Sintetico     | Damien Roberts   | Richard Brooks Jean-Claude Scherrer          | 6-3, 7-5               |
| 8.  | 3 luglio 2000     | Turkey F2, Istanbul                              | Cemento       | Cédric Kauffmann | Sebastien Swierk Josh Tuckfield              | 6-1, 6-2               |
| 1.  | 11 luglio 2000    | West of England Challenger, Bristol              | Erba          | Damien Roberts   | Noam Behr Eyal Erlich                        | 6-3, 1-6, 6-3          |
| 2.  | 14 agosto 2000    | Bressanone Challenger, Bressanone                | Terra rossa   | Damien Roberts   | Marcelo Charpentier Diego del Río            | 7–6(3), 7-5            |
| 3.  | 21 agosto 2000    | Internazionali di Manerbio, Manerbio             | Terra rossa   | Damien Roberts   | Bernardo Mota Ladislav Švarc                 | 7–6(1), 6-4            |
| 9.  | 26 febbraio 2001  | New Zealand F1, Ashburton                        | Cemento       | Ashley Ford      | Andrew Anderson Rik De Voest                 | 6-3, 6-4               |
| 10. | 30 aprile 2001    | Uzbekistan F2, Andijan                           | Cemento       | Tuomas Ketola    | Rik De Voest Igor' Kunicyn                   | 5-7, 6-2, 6-1          |
| 4.  | 9 luglio 2001     | The Hague Open, Scheveningen                     | Terra rossa   | Grant Silcock    | Brandon Coupe Tim Crichton                   | 6-3, 6-4               |
| 5.  | 6 agosto 2001     | Open Diputación, Cordova                         | Cemento       | Grant Silcock    | Emilio Benfele Álvarez Michaël Llodra        | 6-3, 5-7, 6-3          |
| 6.  | 4 settembre 2001  | Kiev Challenger, Kiev                            | Terra rossa   | Grant Silcock    | Kirill Ivanov-Smolensky Vadim Kucenko        | 6-1, 7–6(3)            |
| 7.  | 10 febbraio 2003  | Lubeck Challenger, Lubecca                       | Sintetico (i) | Ota Fukárek      | Robert Lindstedt Fredrik Loven               | 6-3, 3-6, 6-3          |
| 11. | 7 aprile 2003     | USA F8, Little Rock                              | Cemento       | Jay Gooding      | Nick Crowell Luke Shields                    | 6-3, 6-4               |
| 8.  | 21 aprile 2003    | Leon Challenger, Leon                            | Cemento       | Ota Fukárek      | Alex Bogomolov Jr. Alejandro Hernández       | 4-6, 6-3, 6-4          |
| 1.  | 7 luglio 2003     | Hall of Fame Championships, Newport              | Erba          | David Macpherson | Julian Knowle Jürgen Melzer                  | 7–6(4), 6-3            |
| 9.  | 2 febbraio 2004   | Challenger of Dallas, Dallas                     | Cemento (i)   | Todd Perry       | Rik De Voest Eric Taino                      | 7-5, 6-3               |
| 10. | 19 aprile 2004    | Bermuda Open, Paget                              | Terra verde   | Tom Vanhoudt     | Ashley Fisher Stephen Huss                   | 4-6, 6-3, 7–6(6)       |
| 2.  | 5 luglio 2004     | Hall of Fame Championships, Newport              | Erba          | Jim Thomas       | Grégory Carraz Nicolas Mahut                 | 6-3, 6(5)–7, 6-3       |
| 3.  | 19 luglio 2004    | U.S. Men’s Hardcourt Championships, Indianapolis | Cemento       | Jim Thomas       | Wayne Black Kevin Ullyett                    | 6(7)–7, 7–6(3), 6-3    |
| 11. | 11 aprile 2005    | Bermuda Open, Paget                              | Terra verde   | Sebastián Prieto | Michal Tabara Tomáš Zíb                      | W/O                    |
| 12. | 9 maggio 2005     | Prague Open, Praga                               | Terra rossa   | Sebastián Prieto | Travis Parrott Rogier Wassen                 | 6-4, 6-3               |
| 13. | 31 maggio 2005    | Surbiton Trophy, Surbiton                        | Erba          | Jim Thomas       | Richard Barker William Barker                | 6-2, 6-4               |
| 4.  | 4 luglio 2005     | Hall of Fame Championships, Newport              | Erba          | Jim Thomas       | Graydon Oliver Travis Parrott                | 7–6(5), 7–6(5)         |
| 14. | 5 giugno 2006     | Surbiton Trophy, Surbiton                        | Erba          | Jim Thomas       | Wayne Arthurs Chris Guccione                 | 6-2, 6-4               |
| 15. | 2 aprile 2007     | Internazionali di Monza e Brianza, Monza         | Terra rossa   | Nathan Healey    | Ricardo Hocevar Alexandre Simoni             | 6-4, 6-3               |
| 16. | 16 aprile 2007    | Morocco Tour Marrakech, Marrakech                | Terra rossa   | Tomáš Cibulec    | Leoš Friedl Michal Mertiňák                  | 6-2, 6-4               |
| 5.  | 23 aprile 2007    | Grand Prix Hassan II, Casablanca                 | Terra rossa   | David Škoch      | Łukasz Kubot Oliver Marach                   | 7–6(4), 1-6, [10-4]    |
| 17. | 8 maggio 2007     | Prague Open, Praga                               | Terra rossa   | Tomáš Cibulec    | Leoš Friedl David Škoch                      | 6-4, 6-2               |
| 6.  | 9 luglio 2007     | Hall of Fame Championships7, Newport             | Erba          | Jim Thomas       | Nathan Healey Igor' Kunicyn                  | 6-3, 7-5               |
| 1.  | 1º ottobre 2007   | Japan Open, Tokyo                                | Cemento       | Robert Lindstedt | Frank Dancevic Stephen Huss                  | 6-4, 6-4               |
| 7.  | 25 febbraio 2008  | Zagreb Indoors, Zagabria                         | Cemento (i)   | Paul Hanley      | Christopher Kas Rogier Wassen                | 6-3, 3-6, [10-8]       |
| 8.  | 6 luglio 2009     | Hall of Fame Championships, Newport              | Erba          | Rajeev Ram       | Michael Kohlmann Rogier Wassen               | 6(6)–7, 7–6(7), [10-6] |
| 18. | 23 luglio 2011    | Lexington Challenger, Lexington                  | Cemento       | David Martin     | James Ward Michael Yani                      | 6-3, 6-4               |
| 19. | 12 maggio 2012    | Athens Open                                      | Cemento       | Andre Begemann   | Gerard Granollers Pujol Alexandros Jakupovic | 6-2, 6-3               |
| 20. | 14 settembre 2013 | Istanbul Challenger                              | Cemento       | Jamie Delgado    | James Cluskey Adrián Menéndez Maceiras       | 6-3, 6-2               |
| 12. | 17 maggio 2014    | Portugal F4, Termas de Monfortinho               | Cemento       | Fabrice Martin   | Romain Barbosa Frederico Ferreira Silva      | 6-2, 6(3)-7, [10-4]    |

#### Sconfitte in finale (6)
| N. | Data             | Torneo                                                 | Superficie  | Compagno      | Avversari in finale             | Punteggio        |
| 1. | 31 gennaio 2005  | Delray Beach International Championships, Delray Beach | Cemento     | Jim Thomas    | Simon Aspelin Todd Perry        | 3-6, 3-6         |
| 2. | 3 maggio 2009    | Internazionali di Baviera, Monaco di Baviera           | Terra rossa | Ashley Fisher | Jan Hernych Ivo Minář           | 4-6, 4-6         |
| 3. | 19 luglio 2009   | Indianapolis Championships, Indianapolis               | Cemento     | Ashley Fisher | Ernests Gulbis Dmitrij Tursunov | 4-6, 6-3, [9-11] |
| 1. | 11 ottobre 2009  | Japan Open, Tokyo                                      | Cemento     | Ross Hutchins | Julian Knowle Jürgen Melzer     | 2-6, 7-5, [8-10] |
| 4. | 11 gennaio 2010  | Sydney International, Sydney                           | Cemento     | Ross Hutchins | Daniel Nestor Nenad Zimonjić    | 3-6, 6(5)–7      |
| 2. | 15 febbraio 2010 | U.S. National Indoor Championships, Memphis            | Cemento (i) | Ross Hutchins | John Isner Sam Querrey          | 4-6, 4-6         |